# Staatliche Medizinische Universität Wladiwostok

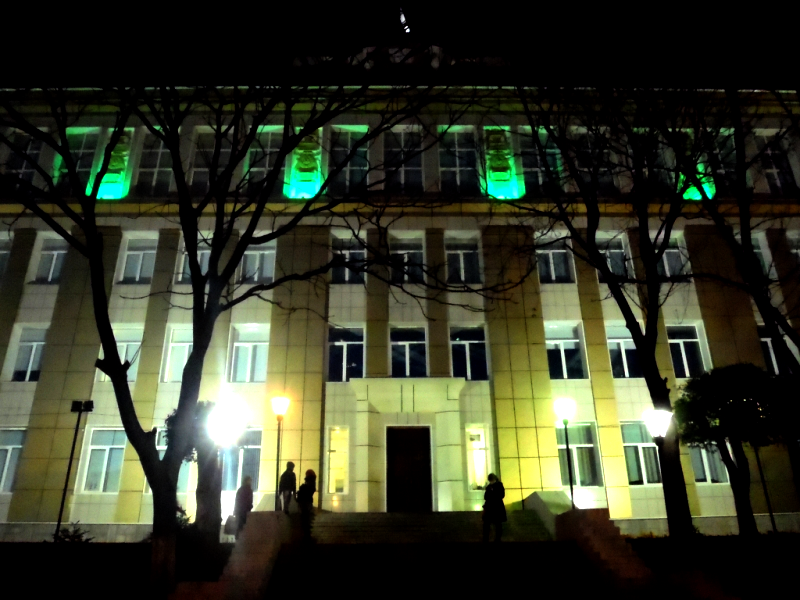
Bürogebäude SMUW

Die Staatliche Medizinische Universität Wladiwostok (russisch Владивостокский Государственный Медицинский Университет) ist eine medizinische Hochschule in Wladiwostok im russischen Föderationskreis Ferner Osten.

## Geschichte
Die heutige Universität wurde 1956 als medizinische Fakultät der Fernöstlichen Staatlichen Universität in Wladiwostok gegründet. Zwei Jahre später wurde die Fakultät selbstständig und in Staatliches Medizinisches Institut Wladiwostok umbenannt. 1995 erhielt dieses Institut den Status einer Universität.

## Organisation
- Medizinische Fakultät
- Fakultät für Kinderheilkunde
- Medizinisch-prophylaktische Fakultät
- Fakultät für Zahnmedizin
- Fakultät für Pharmazie
- Fakultät für Klinische Psychologie
- Höhere Pflegepädagogik
- Militärische Ausbildungszentrum
- Fakultät für Weiterbildung
- Fakultät für voruniversitäre Ausbildung
- Fakultät für Ausbildung
- Fakultät für Medizinische Biochemie
- Fakultät für Soziale Arbeit[3]